# نیللامبه
نیللامبه (به لاتین: Nillambe) یک منطقهٔ مسکونی در سری‌لانکا است که در استان مرکزی (سری‌لانکا) واقع شده‌است.